# レッドエッジ

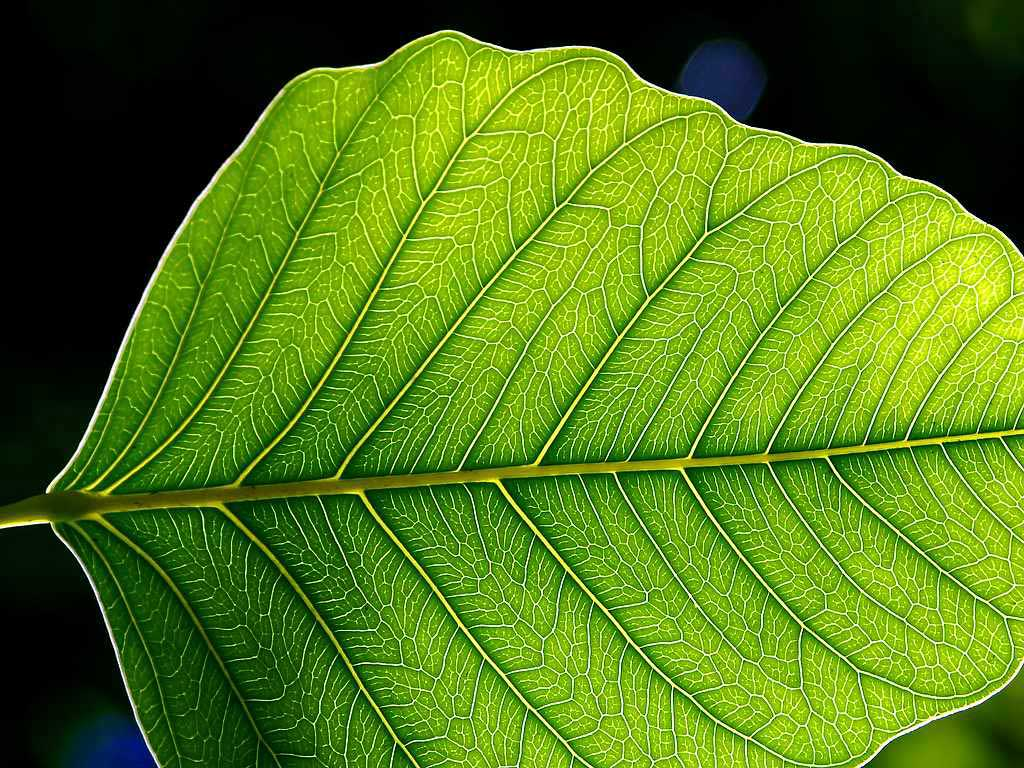
植物の葉は緑色？ 赤色？

プリズムで分光する様子

光学・植物学における レッドエッジ (英: Red edge) とは、様々な波長の光を植物に当てたときに、その反射率が大きく変化する波長帯域、およびその変化特性を指す用語である。地球の陸上植物であれば、680nm (ナノメートル) から750nmの帯域で急激に反射率が上昇する。植物が人間の眼には緑色に見えるのも、この光の反射と関係している。
虹が七色に見えることからも直感的に分かるように、太陽から届く光は様々な波長で構成され、その光は反射している (いわゆる反射スペクトル)。このうち赤色光や青色光は光合成に必要であり、植物 (具体的にはクロロフィル) がこれらの光を吸収していることから、葉が赤や青の光を反射する率は低い。その一方で緑色光は光合成に不要なため、葉に当たっても反射してしまい、結果として緑の反射率は赤や青よりもやや高くなる。この反射率の違いによって、人間の眼には反射した緑色光が入ってくることから、植物が緑色に見える。そしてレッドエッジの特性を示す700nm付近の近赤外線になると、植物の反射率が急激に上昇する。しかしながら、近赤外線は人間には不可視であることから、植物が赤く光って見えることはない。
このレッドエッジは、植物のコンディションによって帯域がズレることから、農作物の生育状況や害虫によるダメージなどの地表観測 (地理情報システム) の分野にも応用できる。さらには、地球外に生命が存在する兆候 (バイオマーカー) を観測する技術にも用いられており、ハビタブルゾーン (宇宙の生命居住可能領域) の研究でも有力な手法として論じられている。
レッドエッジの概念に関連して、「グリーンエッジ」や「ブルーシフト」も存在する (詳細後述)。

## 原理

様々な波長の違い。人間に見える可視光以外にも多数ある。

人間の眼で知覚できる波長帯域のことを可視光と呼んでおり、具体的には約400nm - 700nmの帯域である。波長の短い方から順に紫、青、緑、黄と徐々に変化していき、レッドエッジの700nm付近は赤である。700nmを超えると人間には不可視な赤外線へと変化し、700nm - 2.5μm (2500nm) を特に近赤外線と呼んでいる。つまり、レッドエッジの帯域の近赤外線を植物が強く反射しても、人間の眼では通常は知覚できない。仮に近赤外線をも人間の眼で見ることができれば、植物は緑色ではなく真っ赤に見えるはずである。
この見えない近赤外線の反射を、簡易な実験で直感することができる。市販のデジタルカメラには近赤外線カットフィルターが内蔵されているが、デジタルカメラを分解してこのカットフィルターを除去したのち、近赤外透過フィルターを装着する。このような加工済デジタルカメラを使って屋外の樹木を撮影すると、樹木が明るく光った写真になる。これは、樹木がレッドエッジにある近赤外線を強く反射している証左である。
波長別の植物の反射率であるが、可視光の範囲では反射率は5%程度であるものの、緑色の波長である550nm付近のみ反射率は10%近くまで小さく上昇する。この小規模な変化は「グリーンエッジ」と呼ばれる。そしてレッドエッジの帯域である700nm近辺では、反射率が50%近くに急上昇する。ただし、各波長の光をどの程度反射させるかは、植物の種類やコンディションによって異なる。一般的には、常緑の針葉樹 (マツやスギのような針状の葉を持つ樹木) よりも落葉樹 (モミジなど) の葉のほうが反射率が高いとされる。また、水分不足などの理由で植物がストレスを受けると、レッドエッジの帯域が短い波長側にズレることがある。このようなズレを「ブルーシフト」と呼ぶ。
なぜ特定の波長帯域のみ、植物は光を吸収したり、逆に反射させたりするのか。これは光合成をより効率的に行うために、地球の光環境に適応進化した結果だと考えられている。光合成に用いることができる太陽光の帯域を光合成有効放射(英: Photosynthetically Active Radiation、略称: PAR) と呼ぶ。このPARを効率的に吸収するために、植物には集光アンテナが備わっている。加えて、PARから外れる長波長の光を散乱して反射することで、光合成の効率がさらに向上する。この集光アンテナの役割を果たすのが、植物に含まれるフィトクロム (またはファイトクロム) を代表とする、光を感じ取ることができる色素タンパク質 (光受容体) である。たとえば陽当たりの良い方角に植物が自然と茎を曲げたり、光の変化で花を咲かせたりする性質は、この光受容体によってもたらされている。また光の明暗だけでなく、光の色合い (波長成分の違い) も光受容体は感知できる。この結果、どの波長の光を吸収し、または反射させて光合成に用いるかを植物は取捨選択できる。
なお、この環境適応説以外にも、光合成に不要な帯域の光を反射させることで、葉の過度な加熱を抑止しているとの異説がある。しかしながら、寒冷地に自生する植物にはこの異説は当てはまらないことから、否定されている。

## 応用
光を反射するのは植物だけではない。様々な物質が反射するが、どの波長を強く・弱く反射するかは物質によって異なる。たとえば上空の雲は、0nm - 1400nm付近の波長帯域で反射率はほぼ変わらず約60%であり、1400nmを超えると急激に反射率が低下する。水 (海洋) は、いかなる波長の光でも反射率は5%未満でほぼ一定である。土壌の場合は急激に反射率が変化することはなく、短波長から1400nm近くまで光の波長を変化させると、その反射率は約15%から約40%にかけてなだらかに上昇していく。雲、海洋、土壌と異なる反射率の変化を見せるものの、植物のレッドエッジのように急激な反射率の上昇は見られない。これは先述の通り、植物が進化の過程で獲得した反射能であり、非生物的な物質には起こりえないためである。
つまり、この反射率の違いを活用すれば、地球やその他惑星の地表に何があるのかをセンサーで感知すること (リモートセンシング) ができる。このようなセンサーを搭載した観測プロジェクトとしては、アメリカ航空宇宙局 (NASA) が1999年に打ち上げた地球観測衛星「テラ」が知られている。テラには日本が開発した光学センサーの「ASTER」が搭載されており、地球の植生分布などを継続的に調査している。ただし、調査可能な対象は陸上の植物に限定される。これは先述の通り、水が近赤外線をも強く吸収することから、水中の植物プランクトンなどはたとえレッドエッジの特性を有していようが感知困難である。

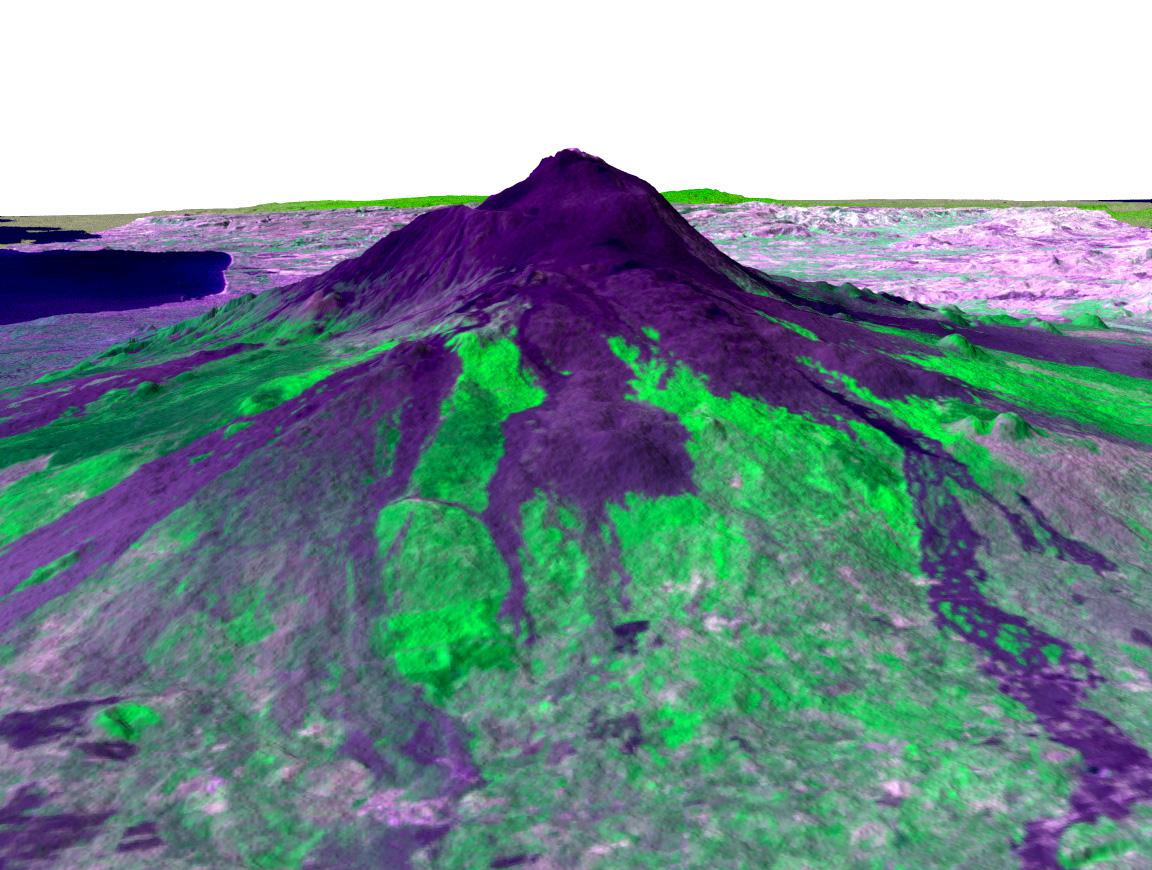
イタリアのエトナ火山を人工衛星テラに搭載された光学センサーASTERで捉えた様子。このようなセンサー検知データとNDVIを組み合わせ、地上の植生も分析できる。

陸上の植生を検知する代表的な指標としては、NDVI (英: Normalized Difference Vegetation Index、正規化植生指標) が知られている。これはレッドエッジの帯域にある2つの短長の波長を用い、その差分比率で指標化したものである。このNDVIを用いると、単に地表に植物が存在するかだけでなく、植物の量や活性度まで検知できる。たとえば、日本の宇宙航空研究開発機構 (JAXA) が開発した小惑星探査機の「はやぶさ2」から地球の画像データを取得し、NDVIを使って計算すると、植生がくっきり見える。雲や南極の氷からの強い反射光がある地域であっても、これらと植物とを鮮明に区別することができる。
また、光センサーによるレッドエッジの検知は、農業分野への活用も研究が進められている。農業・食品産業技術総合研究機構 (略称: 農研機構、NARO) によると、イネの田植え期から成熟期にかけて成長ステージごとに反射率の違いがある。さらには冷害やいもち病といった病害虫などの有無も識別可能である。2018年には農業生態系の調査進展を目的として、新たな波長帯域を検知できるよう、将来の地球観測衛星に機能追加する提言もなされている。NASAとアメリカ地質調査所 (USGS) が共同運用中の気象・地球観測衛星ランドサット8号は2013年に打ち上げられたが、様々な波長帯域を観測できるOperational Land Imager (OLI) と呼ばれるセンサーが搭載されている。このOLIは、9つの帯域に分類して検知しており、分類4番目の通称: Redが630nm – 680nmの波長を、分類5番目の通称: NIRが845nm – 885nmの波長をカバーしている。つまり、植物のレッドエッジ特性を示す700nm付近はランドサット8号のセンシングに含まれていないが、ランドサット10号 (2018年時点では打ち上げ計画中) にレッドエッジの帯域を追加することが有用ではないかとの主張である。
さらには、太陽光の影響を受ける地球を含む太陽系惑星だけでなく、系外惑星における地球外生命体の研究分野でもレッドエッジの活用が進んでいる。自然科学研究機構などの共同研究チームは2017年、赤色矮星におけるレッドエッジの波長帯域の現れ方を理論提唱した。地球上で光合成を行う陸上植物のレッドエッジは700nm近辺であるが、太陽とは別の恒星から放射エネルギーを受ける惑星であれば、放射される光の波長が太陽とは異なるがゆえに、レッドエッジの現れ方も地球とは異なるだろうと従前は予想されてきた。しかしながら2017年の理論提唱がこの予想を覆し、太陽よりも近赤外線を多く照射する赤色矮星であっても、地球の植生と近いレッドエッジが現れる可能性が高いとしている。